# Ренато Казаротто
Ренато Казаротто (італ. Renato Casarotto; 15 травня 1948, Аркуньяно, Італія — 16 липня 1986, Каракорум) — італійський альпініст. Спеціалізувався на зимових й соло-сходженнях за складними маршрутами. У 1970-х — 1980-х роках здійснив низку сходжень і першопроходжень у Доломітах, Андах, Каракорумі. Загинув внаслідок падіння в тріщину обруч із базовим табором вершини К-2.

## Біографія
Народився 15 травня 1948 року у комуні Аркуньяно в Італії. У 1968 році, у віці 20 років, почав практикувати заняття альпінізмом під час проходження військової служби в батальйоні альпійських стрільців у регіоні Кадоре.
Спочатку після закінчення військової служби Казаротто тренувався у Доломітах, набираючись досвіду і відточуючи навички. У 1971 році вирішив зайнятися соло-сходженнями, і пройшов кілька маршрутів у Доломітах. З 1973 року також почав здійснювати зимові сходження. У 1974 році спільно з П'єро Радіном здійснив перше сходження маршрутом Казаротто-Радін східною стіною вершини Спіц-ді-Лагунац. У 1975 році здійснив перше зимове сходження на Чиветту за маршрутом Андрич-Фае. Також у 1975 році одружився з Горетте Траверсо, з якою познайомився двома роками раніше. Горетта рідко ходила на сходження з Ренато, але завжди супроводжувала його у далеких поїздках.
У 1977 році Казаротто відправився в Анди, де здійснив перше сходження новим маршрутом північною стіною на найвищу вершину Перу Уаскаран (6768 метрів). Це сходження він здійснив соло за 17 днів. Через 2 роки, 19 січня 1979, самостійно здійснив першопроходження нового маршруту північним ребром вершини Фіц-Рой.
Взимку 1982 року Казаротто самостійно здійснив автономне проходження трьох найскладніших маршрутів в Альпах за 2 тижні, без перерв на відпочинок. До цього він уже робив таку спробу 1980 року, але змушений був відступити. 1 лютого 1982 року Казаротто вийшов на сходження на вершину Егюїй-Нуар-де-Петре (3773 метри) за маршрутом Ратті-Віталі західною стіною. Досягши вершини 4 лютого, він переночував на вершині і наступного дня почав спуск на льодовик Френе. 7 лютого він почав підйом на вершину Егюй-Бланш-де-Петре (4112 метрів) маршрутом Гервазутті-Боккалатте. На вершині він був за два дні, 9 лютого. Останнім етапом став підйом на Монблан маршрутом Бонінгтон. У складних погодних умовах він зумів подолати весь шлях за кілька днів, і 14 лютого завершив сходження на найвищій вершині Альп. До Казаротто ніхто не підіймався цими маршрутами взимку соло, а ймовірність проходження всіх трьох маршрутів поспіль один за одним у подібних умовах розглядалася як практично неможлива.
У червні 1983 року Казаротто здійснив соло-сходження за новим маршрутом на другорядну вершину Броуд-піка в Каракорумі — Броуд-пік Північний заввишки 7550 метрів над рівнем моря. У квітні 1984 року він самотужки пройшов новий маршрут південно-східним хребтом (який також називають «The ridge of no return») на найвищу вершину Північної Америки гору Мак-Кінлі. У 1985 році здійснив перше зимове соло-сходження маршрутом Джервазутті східною стіною масиву Гранд-Жорас. Також у 1985 році Ренато та його дружина Горетта здійснили сходження на 13-й за висотою восьмитисячник світу Гашербрум II (8035 метрів). Горетта стала першою італійкою, що піднялася на восьмитисячник.

## К-2 та смерть
Влітку 1986 року Казаротто вирушив до Каракоруму, щоб спробувати соло-сходження раніше непройденим південно-південно-західним ребром («Меджик Лайн») другою у світі за висотою вершину К-2 (Чогорі). Усього він зробив три спроби сходження. Під час першої наприкінці червня йому вдалося піднятися до позначки 8200 метрів. Під час другої, що завершилася 5 липня, піднявся приблизно на таку саму висоту. У середині липня здійснив третю спробу, але, піднявшись до висоти 8300 метрів, був змушений повернути назад через погану погоду. На зворотному шляху, 16 липня, на висоті близько 5100 метрів, за годину ходьби від базового табору, Ренато провалився в тріщину глибиною приблизно 40 метрів на льодовику Де-Філіппе. Не загинувши від падіння, він зумів дістати рацію, і повідомити свою дружину про подію. Пошукова експедиція виявила тріщину та підняла його на поверхню, однак через короткий час він помер від отриманих пошкоджень. За бажанням Горетти, Ренато Казаротто був похований у тій же тріщині.